# 파주 보광사 동종

파주 보광사 동종(坡州 普光寺 銅鍾)은 대한민국 경기도 파주시 광탄면, 보광사에 있는 조선시대 1634년에 만들어진 동종이다. 1995년 8월 7일 파주 보광사 숭정칠년명 동종(坡州 普光寺 崇禎七年銘 銅鐘)으로 경기도의 유형문화재 제158호로 지정되었다가, 2023년 8월 24일 보물로 승격되었다.

## 개요
이 종은 총 높이 98.5cm의 중형 범종으로서 전체적으로 푸른 녹이 감돌며, 볼륨감과 안정감이 있는 형태의 조선 후기 범종이다. 음통이 없는 대신 두 마리 용이 장식된 정상부에 포탄형의 종신이 연결된 모습이다.
종신은 크게 세 부분으로 나뉘는데, 상단에는 견부에 복련을 장식하고, 그 아래에 4개의 사다리꼴 유곽과 교대로 4구의 합장보살입상이 배치되었다. 중단에는 3줄로 구성된 띠 장식대를 두르고 있으며, 하단에는 구연부로부터 조금 위쪽에 파도 무늬와 용으로 구성된 하대가 있으며, 이 하대와 띠 장식 사이의 공간에 발톱이 다섯 개인 용과 조성 경위를 알려 주는 명문이 가득히 양가되어 있다.
명문에 의하면, 미지산 설봉자가 상윤·희결·경립과 함께 제작하였음을 알 수 있다. 이 범종의 형태는 현등사 종이나 설봉자의 또 다른 작품인 《거창 고견사 동종》(보물 제1700호)과 양식상 매우 흡사하며, 이 세 구의 범종에서 보이는 특징인 쌍룡의 용뉴, 포탄형 정부, 띠 장식대 등은 이후 17세기 후반의 사장계 장인인 김용암과 김애립에게 전래되어 《담양 용흥사 동종》(보물 제1555호)·만연사 종 등에 나타난다.

## 같이 보기
- 보광사

## 참고 문헌
- 《경기도문화재총람》, 244쪽, 경기도, 2005

## 참고 자료
- 파주보광사숭정칠년명동종 - 국가유산청 국가유산포털